# Stunt 101
Stunt 101 – debiutancki singiel amerykańskiej grupy hip-hopowej G-Unit. Został wydany w 2003 roku. Utwór pochodzi z ich debiutanckiego albumu pt Beg for Mercy.

## Teledysk
Do singla powstał teledysk. W klipie obok członków G-Unit, występuje także Brandy Norwood. To właśnie z nią 50 Cent podczas akcji teledysku najpierw flirtuje, a następnie ucieka samochodem sportowym skradzionym z salonu samochodowego.